# Werner Haslauer
Werner Haslauer (* 13. August 1940; † 8. Februar 2019) war ein österreichischer Politiker. Er war erster Bundesgeschäftsführer der Grünen Alternative und von 2011 bis 2015 stellvertretender Bezirksvorsteher in Wien-Mariahilf.

## Ausbildung und Beruf
Haslauer besuchte eine Jesuitenschule und studierte Technische Chemie. Er arbeitete in einer schwedischen Papierfabrik, im Stahlwerkslabor der VÖEST, bei der Österreichischen Post und studierte Architektur. Er ging in der Folge als „Grabungsarchitekt“ auf archäologische Grabungen in die Türkei und nach Ägypten und machte sich in der Folge selbständig. Er errichtete das Museum „Der Österreichische Bauernhof vor der Industrialisierung“ in Ernstbrunn und war als Baukunst-Restaurator, Bauleiter und in der Bauüberwachung tätig.

## Politik
Haslauer war Gründungsmitglied der Grünen Alternative und übernahm nach dem Gründungskongress der Grünen Partei im Februar 1987 in Klagenfurt gemeinsam mit Manfred Stadlmann die Funktion des Bundesgeschäftsführers. Nachdem Stadlmann kurz darauf auf seine Funktion verzichtet hatte, übte Haslauer das Amt bis zum 15. Mai 1988 alleine aus. Haslauer war lange Zeit bei den Grünen Wien aktiv und wirkte zwischen 1993 und 2019 als Bezirksrat in Mariahilf. Zwischen 2005 und 2011 war er stellvertretender Bezirksvorsteher in Mariahilf. Nach seinem Tod wurde Haslauer am 14. März 2019 auf dem Friedhof Mauer bestattet.